# Mix FM Foz do Iguaçu
Mix FM Foz do Iguaçu é uma emissora de rádio concessionada em Puerto Iguazú, porém sediada em Foz do Iguaçu, cidades, respectivamente, da província argentina de Misiones e do estado brasileiro do Paraná. Opera na frequência FM 91,1 MHz e é afiliada à Mix FM. Entrou em fase de expectativa no dia 17 de junho de 2018 e sua estreia ocorreu às 12:00 do dia seguinte. 

## História
Operada pelo Grupo Catedral de Comunicação, a 91.1 MHz abrigou provisoriamente a Jovem Pan FM Mercosul em meados de 2008, quando esta passou a operar em 93,3 MHz em função da estreia da Classic Pan, nova rede de rádios do Grupo Jovem Pan com estilo adulto-contemporâneo. A terceira afiliada da rede entrou no ar em 2 de maio. Com o fim do projeto, a frequência passou a abrigar a Catedral FM, rede estadual controlada pelo Grupo Catedral de formato religioso, com cabeça de rede em Maringá.